# Aéroport de Pérouse-Sant'Egidio
L'aéroport de Pérouse-Sant'Egidio est l'aéroport international de l'Ombrie.
Son appellation officielle est « Aeroporto internazionale dell'Umbria-Perugia San Francesco d'Assisi ». Auparavant, il s'appelait « Aeroporto regionale umbro Adamo Giuglietti ». Il est aussi appelé « aeroporto Perugia - Assisi ».

## Historique
L'aéroport de Sant'Egidio est en phase d'expansion, le projet pour la réalisation d'une nouvelle aérogare a été réalisé par l'architecte Gae Aulenti.
En décembre 2007, un appel d'offres pour un total de 24 millions d'Euros financée par la « Presidenza del Consiglio dei ministri » a été lancée pour les travaux, prévue pour l'anniversaire des 150 ans de l'Unité italienne prévue pour l'année 2011 et pour laquelle l'aéroport de Pérouse a été désigné comme faisant partie de la « Struttura di Missione ».

## Situation
L'aéroport est situé à Sant'Egidio, une localité située à 15 km environ de Pérouse, et constitue la seule escale de la région  pour les avions de ligne concernant les passagers ; l'autre aéroport civil régional de Foligno, base logistique de la Protection civile et destiné à un  trafic commercial diversifié.

### Carte des aéroports en Italie
| \| 100 km1:7 506 000 \| Abruzzes Alghero Ancône Bari Bergame Bologne Bolzano Brescia Brindisi Cagliari Catane Comiso Grosseto Coni Elbe Florence Foggia Gênes Lamezia Terme Lampedusa Milan L. Milan M. Naples Olbia Palerme Pantelleria Parme Pérouse Pise Reggio de Calabre Rimini Rome C. Rome F. Salerne Trapani Trévise Trieste Turin Venise Vérone |
| 100 km1:7 506 000 |

## Statistiques
En 2009, 123 432 passagers ont fréquenté l'aéroport avec une augmentation  de 8,2 % par rapport aux 114 072 enregistrés en 2008. Le trafic étant en déclin en 2010 avec 113 361 passagers, la société qui en assure la gestion, la SASE envisage néanmoins d'atteindre rapidement l'objectif de 150 000 passagers transportés par année.
Pour des raisons techniques, il est temporairement impossible d'afficher le graphique qui aurait dû être présenté ici.

Voir la requête brute et les sources sur Wikidata.

## Dessertes
L'aéroport est principalement utilisé par les compagnies low cost.
Depuis le mois de décembre 2006, l'aéroport est desservi par la compagnie à bas prix Ryanair ; Belle Air a aussi ouvert une ligne vers Tirana depuis le 16 décembre 2006.
Depuis juillet 2008, Ryanair a ouvert une ligne avec Gérone, Costa Brava.
Au cours de l'année 2009, plusieurs compagnies comme Air Alps ont augmenté le trafic vers Pérouse : liaisons avec Rome Fiumicino ; Palerme ; Olbia ; Lamezia Terme.
Le 15 juillet 2009, l'ENAC a signé avec la SIAE une convention d'une durée de 20 ans pour l'exploitation de l'aéroport.

### Caractéristiques de la piste
La longueur totale de la piste d'atterrissage en asphalte est de 2 299 m. Néanmoins les premiers 100 m non réglementaires étant utilisés comme stopway, la longueur de la piste déclarée pour toutes les directions (TORA ou LDA) est de 2 199 m, suffisante pour l'atterrissage d'avions du type Boeing 737.
La largeur de la piste est de 45 m avec shoulder latéraux de 7,50 m chacun. Le strip de piste possède une largeur de 300 m. L'Enac a concédé quelques dérogations d'exploitation en cours de règlement.
La RESA 19 est réglementaire (150 × 240 m); la RESA 01 est réduite 90 × 90 m.
L'aéroport est doté du système d'approche optique PAPI.

## Transport
Il n'y a pas de liaison ferroviaire directe (train ou métro) entre l'aéroport et le centre de Pérouse. Seul un service de bus direct relie l'aéroport à la ville de Pérouse distante de 15 km avec des arrêts Piazza Italia et la gare ferroviaire.
L'aéroport est accessible par les deux bretelles routières Petrignano et Ospedalicchio (ouvertes début 2011) le reliant avec la Strada Statale 75 Centrale Umbra (it).

## Compagnies aériennes et destinations
| Compagnies      | Destinations |
| --------------- | --- |
| AeroItalia      | Bergame-Orio al Serio |
| Albanwings      | Tirana |
| British Airways | En saison : Londres-Heathrow |
| Ryanair         | Cagliari, Catane-Fontanarossa, Londres-Stansted En saison : - Barcelone-El Prat, - Brindisi Papola/Casale, - Bucarest-H. Coandă, - Charleroi Bruxelles-Sud, - Cracovie-Jean-Paul II, - Malte |
| Transavia       | En saison : Rotterdam-La Haye |
| Wizz Air        | Tirana |

Édité le 20/02/2020  Actualisé le 17/01/2024

## Charters
Les vols charters sont effectués pendant la saison estivale :
- Grèce Rhodes (Small Planet Airlines) ;
- Espagne Palma de Majorque - Ibiza (Albastar) ;
- Grèce Crète (FlyLal).

## Sources
- (it) Cet article est partiellement ou en totalité issu de l’article de Wikipédia en italien intitulé « Aeroporto di Perugia » (voir la liste des auteurs).